# Wolfgang Wienand
Wolfgang Wienand (Colonia, 22 de febrero de 1972) es un deportista alemán que compitió en esgrima, especialista en la modalidad de florete.
Ganó una medalla de bronce en el Campeonato Mundial de Esgrima de 1999 y dos medallas en el Campeonato Europeo de Esgrima de 1998.
Participó en dos Juegos Olímpicos de Verano, ocupando el cuarto lugar en Atlanta 1996, en la prueba individual, y el sexto en Sídney 2000, en la prueba por equipos.

## Palmarés internacional
| Campeonato Mundial | Campeonato Mundial   | Campeonato Mundial | Campeonato Mundial  |
| Año                | Lugar                | Medalla            | Prueba              |
| ------------------ | -------------------- | ------------------ | ------------------- |
| 1999               | Seúl (Corea del Sur) | Medalla de bronce  | Florete por equipos |
| Campeonato Europeo |                      |                    |                     |
| Año                | Lugar                | Medalla            | Prueba              |
| 1998               | Plovdiv (Bulgaria)   | Medalla de oro     | Florete por equipos |
| 1998               | Plovdiv (Bulgaria)   | Medalla de plata   | Florete individual  |